# Виммер, Йозеф (физик)
Йозеф Виммер (нем. Joseph Wimmer, 1887 — ?) — немецкий геолог, физик, руководящий сотрудник Аненербе.

## Биография
В 1912-1915 гг. — физик в оптическо-астрономической лаборатории в Мюнхене. Кандидат наук. Работал в гимназии мюнхенского пригорода Пазинга, преподавал физику полёта в Высшей технической школе Мюнхена. 
В годы национал-социализма был привлечён Генрихом Гиммлером к работе в Аненербе, где в феврале 1942 г. возглавил учебно-исследовательский отдел прикладной геологии. В задачи отдела входил поиск полезных ископаемых путём лозоходства. Для этих целей был выделен особый батальон СС, изначально занимавшийся поиском источников пресной воды. 13 октября 1942 г. состоялся первый выпуск школы лозоискателей СС под руководством Виммера, осуществлявших проект по обнаружению полезных ископаемых.
Осенью 1943 г. был уполномочен на поиск легендарного золота, оставшегося в Хегау якобы со времён Швабской войны 1499 года.

## Сочинения
- (mit J. Wüst) Über neuartige Schwingungen der Wellenlange 1–70 cm in der Umgebung anorganischer und organischer Substanzen sowie biologischer Objekte (1934)
- (mit J. Wüst) Weitere Versuche zur Klärung der physikalischen Seite des Wünschelrutenproblems // Zeitschrift für Wünschelrutenforschung 1936, Hft. 2.